# 巨蜥喙龙属
巨蜥喙龙属（学名：Beesiiwo）是异平齿龙科的一属。属名Beesiiwo, 源于美国的怀俄明州等地区美洲原住民的阿拉帕霍语“Beesiiwó” (发音为 “ Bah - se - wa - ’ ”, 撇号代表喉塞音），意思为“big lizard”（大蜥蜴）。所发现的这种喙头龙化石被命名为Beesiiwo cooowuse，发音为Bah-se-wa' ja' aw-wu sa，意思是“来自Alcova地区的大蜥蜴”。

## 下属物种
本属包括以下物种：
- Beesiiwo cooowuse [2]